# Museum für Uhren, Schmuck und Kunst Frankfurt am Main
Das Museum für Uhren, Schmuck und Kunst Frankfurt am Main, kurz als Frankfurter Uhren- und Schmuckmuseum bezeichnet, befindet sich in Frankfurt-Höchst im Glockenspielhaus, Hostatostraße 3 am Dalbergplatz. Träger des Museums war der gleichnamige gemeinnützige Verein.

## Geschichte und Überblick

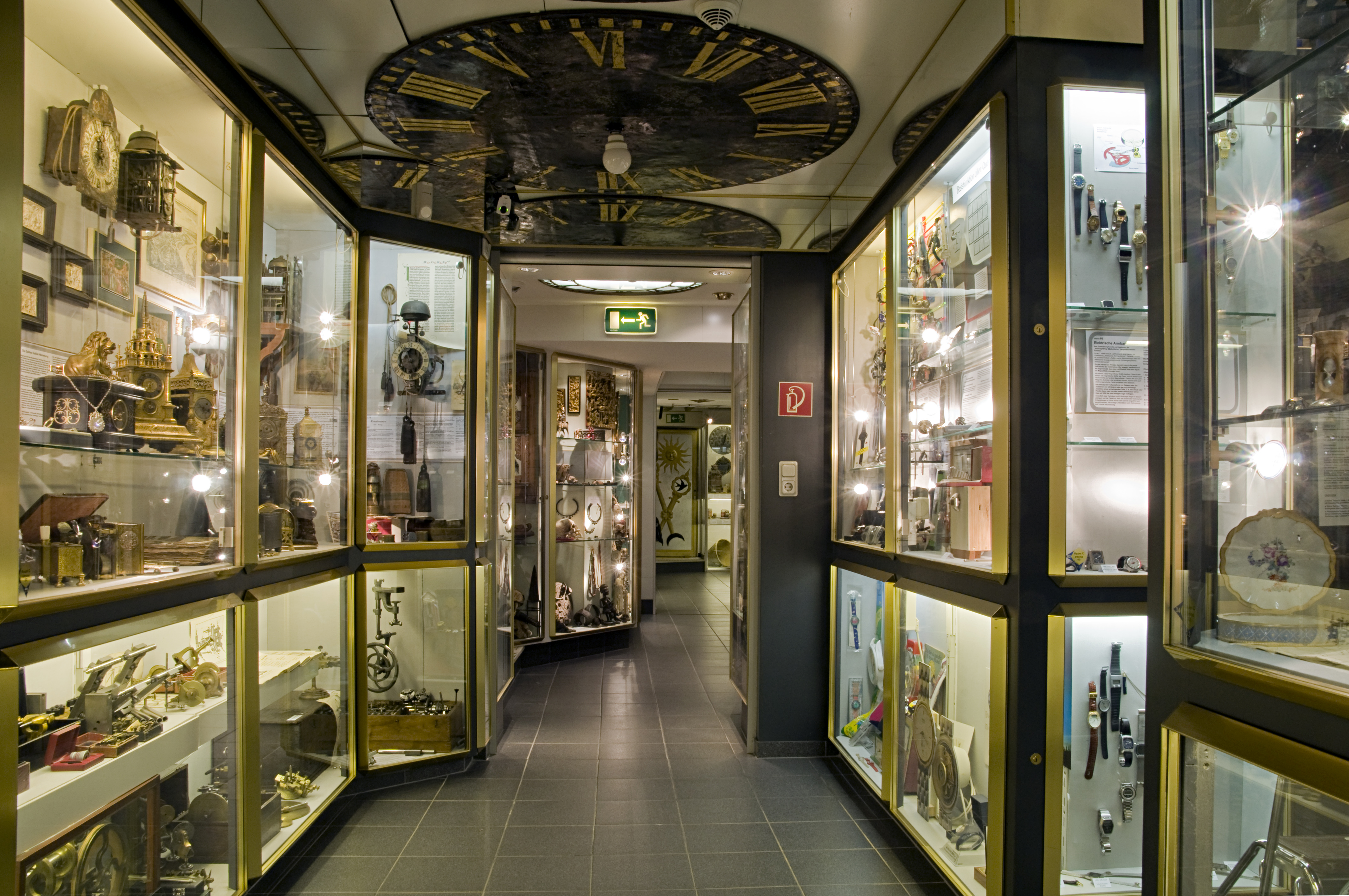
Blick in die Ausstellungsräume

Das Museum zeigt neben vielen historischen Uhren (von ganz groß bis ganz klein) auch eine Edelsteinschleiferei und gefälschte Objekte. Zudem gibt es eine chronologische Folge von Uhren, Waffen, Werkzeugen, Münzen und Fachliteratur aus mehreren Epochen bis in die Gegenwart. Die Sammlung wertvoller Uhren beginnt mit der Gründung von entsprechenden Werkstätten in Frankfurt und Umgebung. Das älteste Exponat ist eine barocke Taschenuhr (siehe Bild). 
Ein Teil der Ausstellung widmet sich dem einheimischen Uhrmachermeister Karl Geitz, dem Gründer der Hessischen Uhrmacherschule. 
Nach einem schweren Wasserschaden war das Museum von 1998 bis 2008 geschlossen, und das Haus wurde saniert. Im Februar 2009 konnte die Ausstellung der Öffentlichkeit wieder zugänglich gemacht werden.
Nach einem neuerlichen Wasserschaden war das Museum erneut jahrelang geschlossen. Seit Mitte 2025 ist es nach Absprache mit dem Juweliergeschäft wieder eingeschränkt besuchbar.

## Ausstellung (Auswahl)
Das Museum zeigt in fünf Ausstellungsräumen Exponate aus mehreren Jahrhunderten. Zur Einordnung der Ausstellungsstücke in ihre jeweilige Epoche werden Waffen, Werkzeuge, Münzen und Fachliteratur der Zeit gezeigt. Die Sammlung umfasst im Detail historische Turmuhren, Taschenuhren aus verschiedenen Ländern, eine Edelsteinschleiferei, gefälschte Objekte und eine chronologische Folge von Uhren aus der Vergangenheit bis in die Gegenwart.
Als Besonderheit zeigt das Museum auch siebenundzwanzig Hemmungsmodelle des Uhrmachermeisters Karl Geitz, dem Gründer der Hessischen Uhrmacherschule. Zu jedem der Modelle liegen Konstruktionszeichnungen und erläuternde Texte vor.

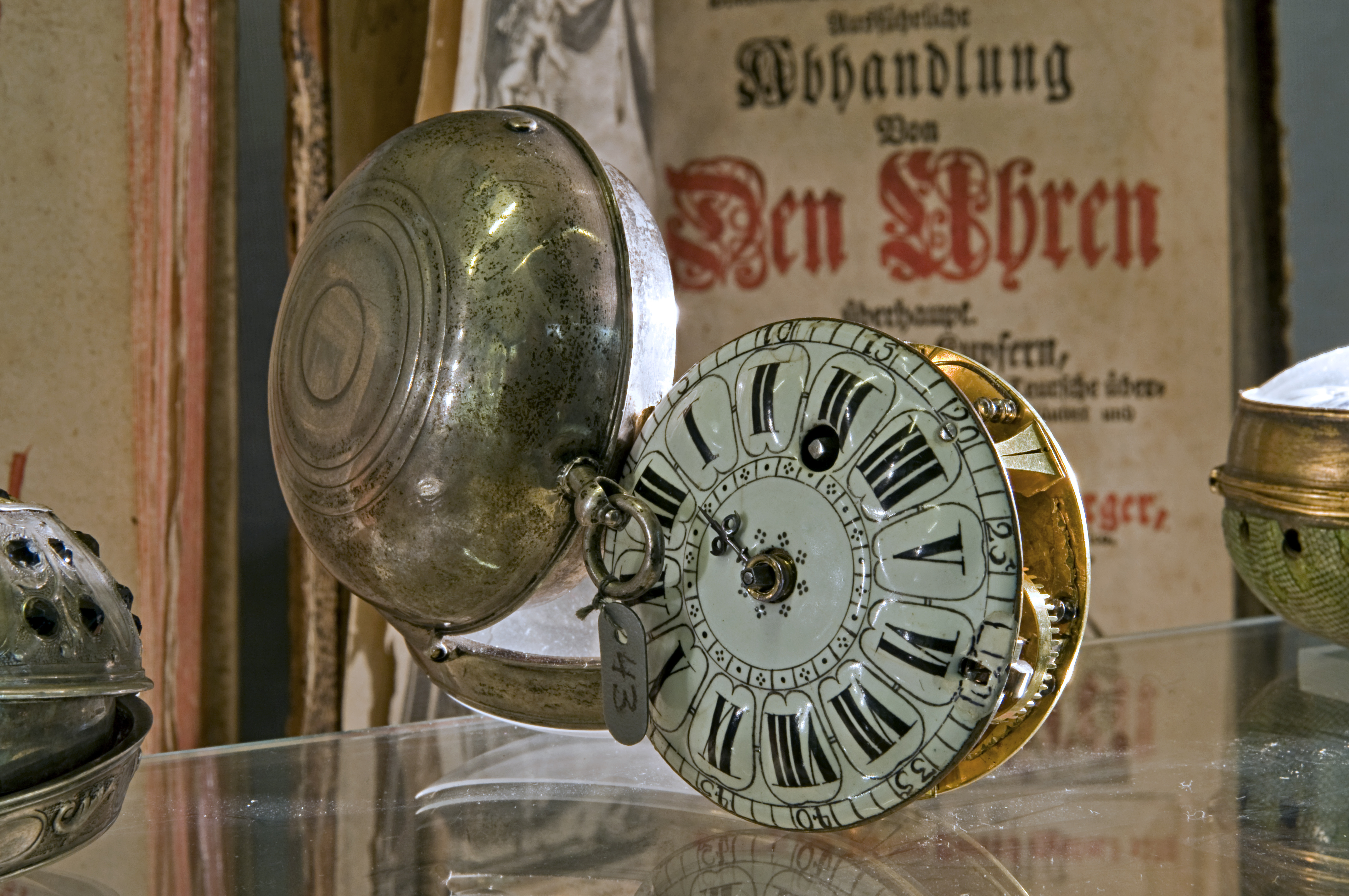
Barocke Taschenuhr
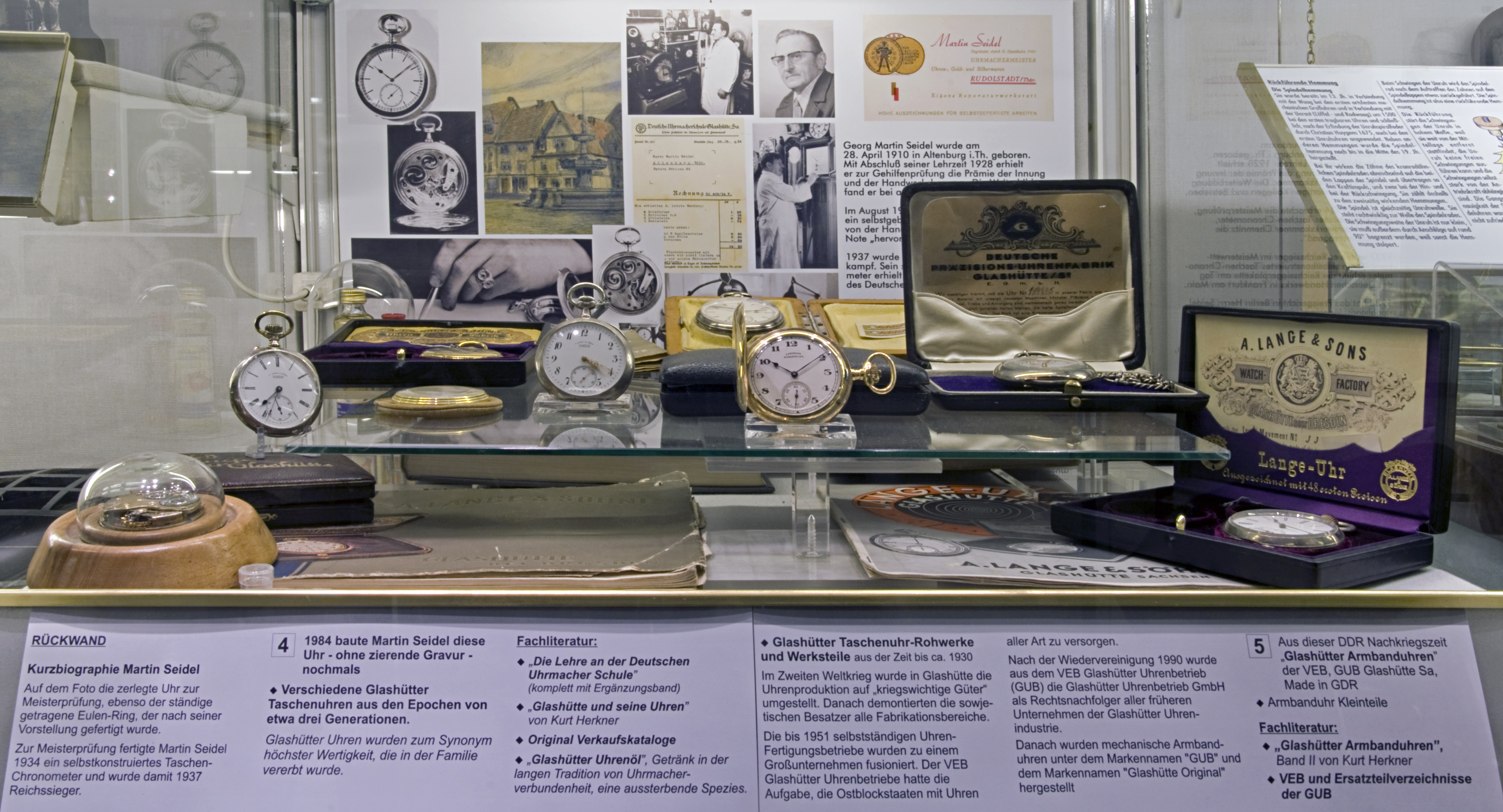
Vitrine zum Uhrmacher Georg Martin Seidel
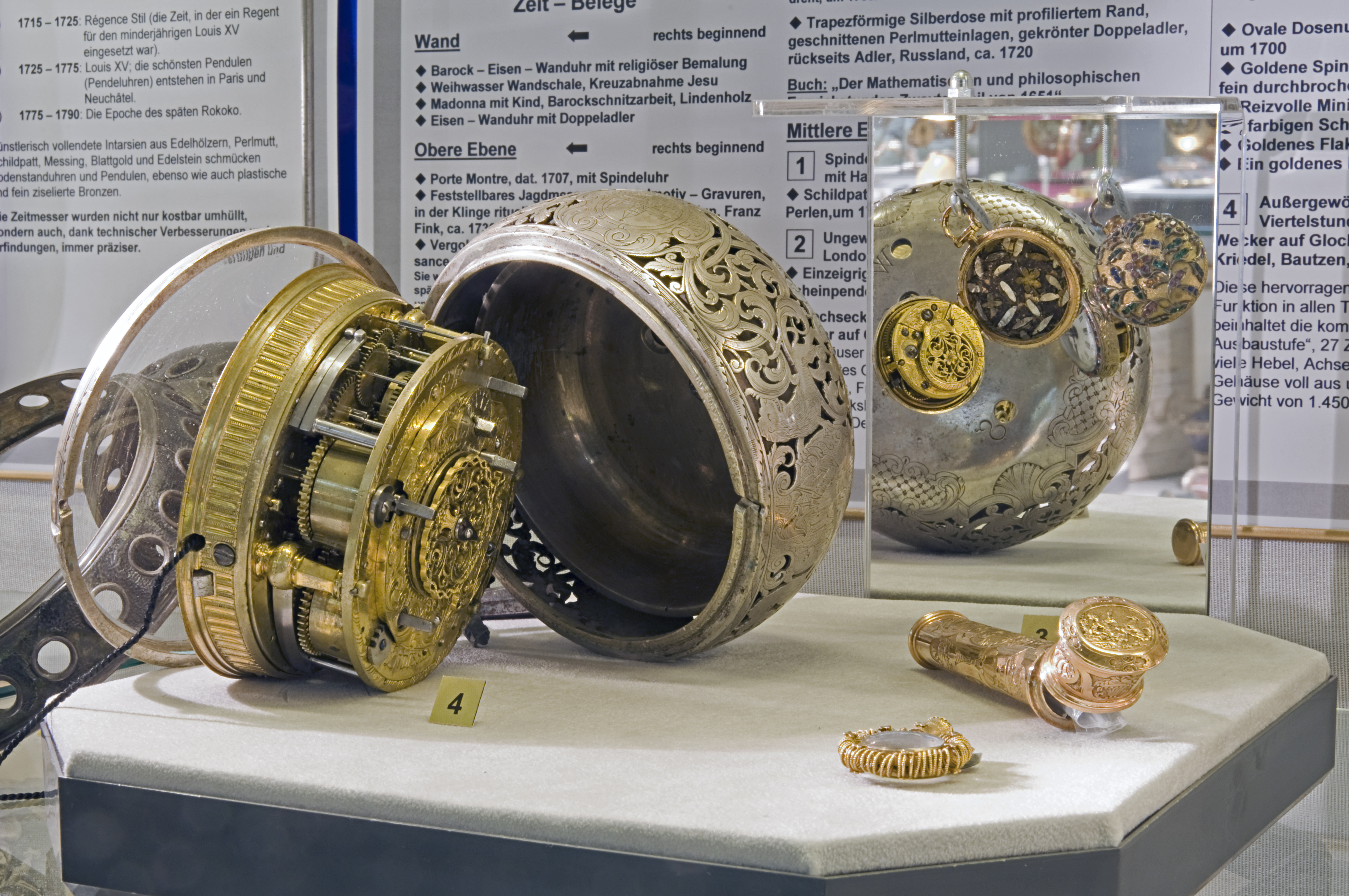
Barocke Kutschenuhr mit Gehäuse